# Hypothekenbank in Hamburg

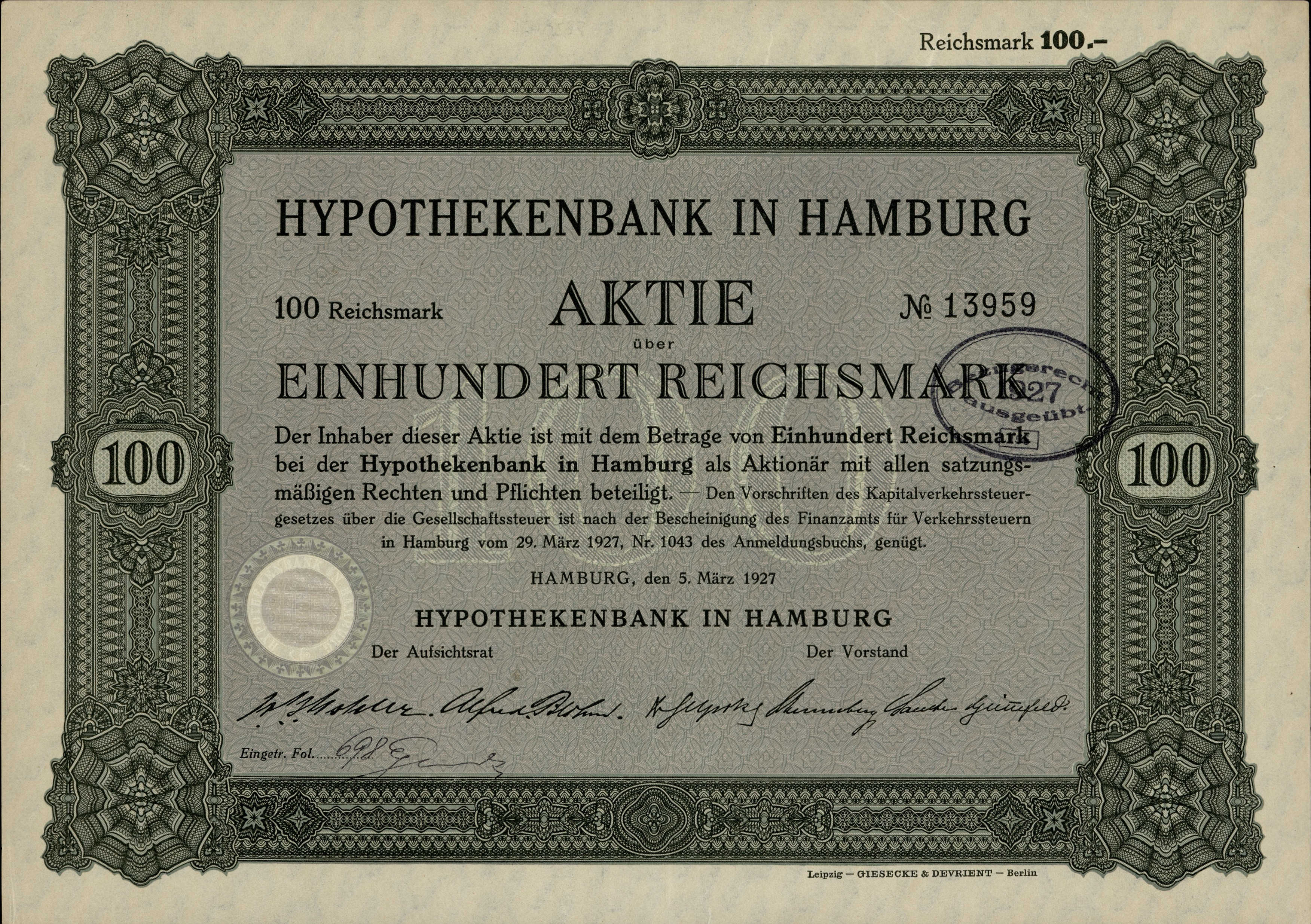
Aktie über 100 RM der Hypothekenbank in Hamburg vom 5. März 1927

Die Hypothekenbank in Hamburg war eine Hamburger Regionalbank, die 1871 gegründet wurde. 1998 wurde sie mit der Deutsche Hypothekenbank Meiningen zur Deutsche Hyp – Deutsche Hypothekenbank Frankfurt-Hamburg AG fusioniert.

## Gründung

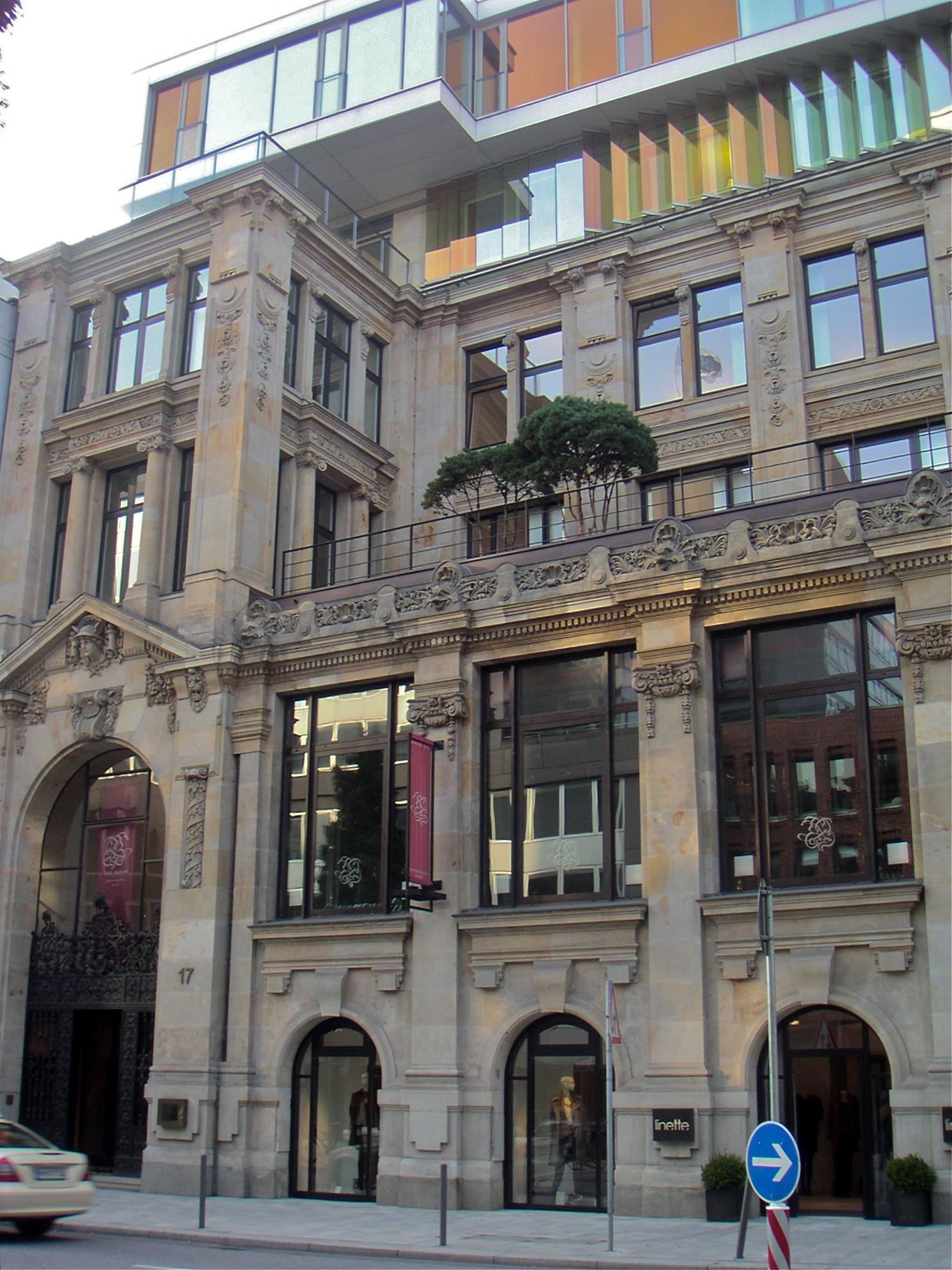
Gebäude der Hamburger Niederlassung

Die Hypothekenbank in Hamburg entstand auf Initiative von Otto Hübner. Er hatte schon die Preußische Hypotheken-Versicherungs-Actien-Gesellschaft gegründet und fand in der Vereinsbank, der Berliner Handels-Gesellschaft und dem Bankhaus Haller, Söhle & Co. geeignete Partner. Am 12. Mai 1871 erfolgte die Gründung. Die Bank nahm ihren Betrieb mit zwei Vorständen, einem Buchhalter und zwei weiteren Angestellten in einem Büro im Gebäude Große Bleichen 28 auf. 1874 wurde ein Berliner Büro im Haus Mauerstraße 37 eröffnet, das mit einem Commis besetzt wurde. Die Beleihungen verteilten sich 1879 wie folgt: 93 % Berlin, 3 % Hamburg, 2 % Mark Brandenburg, der Rest entfiel auf andere norddeutsche Gebiete. Das neue Geschäftshaus der Bank in Berlin, Französische Straße 7, wurde 1894 bezugsfertig. Das neue Gebäude der Bank in Hamburg, Hohe Bleichen 17, wurde 1897 fertiggestellt.

## Bekannte Vorstandsmitglieder
- Friedrich Bendixen (von 1895 bis 1920)
- Wilhelm Güssefeld (von 1922 bis 1953)